# 手をつなごう/愛を歌おう
「手をつなごう/愛を歌おう」（てをつなごう/あいをうたおう）は、日本の歌手・絢香の7枚目のシングル。2008年3月5日にワーナーミュージック・ジャパンから発売された。

## 収録曲
1. 手をつなごう
作詞：絢香／作曲：西尾芳彦、絢香／編曲：L.O.E
アニメ映画『映画ドラえもん のび太と緑の巨人伝』の主題歌で、台本の内容を元に書き下ろされた作品。ちなみに、同映画の公式パンフレットに掲載されている歌詞では、1番の「人」と書いて「キミ」と読ませるフレーズの振り仮名が、誤って「ひと」になっている[1]。2007年11月26日、同志社大学の学園祭で初披露された[2]。
2. 愛を歌おう
作詞：絢香／作曲：西尾芳彦、絢香／編曲：十川知司
ボーテ ド コーセー「エスプリーク プレシャス」のCMソングとして2007年12月から放送され[3]、2008年2月19日に行われたGREEN POWER LIVE 2008で初披露された。日本テレビ系のテレビ番組『天才!志村どうぶつ園』でBGMに用いられたこともある。
3. 三日月〈2007/12/20 日本武道館 LIVE ver.〉
2007年12月20日に行われた武道館ライブで披露されたものが収録されている。
4. 手をつなごう ‹Instrumental ver.›
5. 愛を歌おう ‹Instrumental ver.›

## 収録アルバム
- Sing to the Sky（#1,#2）
- First Message（#3（通常音源））
- ayaka's History 2006-2009（#1〜#3・（#3は通常音源・全てDisc1））